# Emilio Cuadrado
Pour les articles homonymes, voir Cuadrado.
Cuadrado  Taravillo est un nom espagnol. Le premier nom de famille, en général paternel, est Cuadrado ; le second, en général maternel, souvent omis, est Taravillo.
José Emilio Cuadrado Taravillo, né le 18 août 1964 à Onil dans la province d'Alicante en Espagne, est un ancien coureur cycliste espagnol. Il est professionnel de 1989 à 1992.

## Biographie
Fidèle durant toute sa carrière à l'équipe Puertas Mavisa, il connait son heure de gloire en remportant une étape du Tour d'Espagne 1990, devant ses compagnons d'échappée. C'est sa seule victoire chez les professionnels.

## Palmarès
- 1990
  - 2ea étape du Tour d'Espagne

## Résultats sur le Tour d'Espagne
2 participations
- 1989 : abandon (5e étape)
- 1990 : 131e, vainqueur de la 2ea étape